# Pithole
Pithole es un despoblado ubicado en el condado de Venango en el estado estadounidense de Pensilvania.

## Geografía
Pithole se encuentra ubicado en las coordenadas 41°31′26″N 79°34′53″O / 41.52389, -79.58139.